# Mimon cozumelae
Mimon cozumelae là một loài động vật có vú trong họ Dơi mũi lá, bộ Dơi. Loài này được Goldman mô tả năm 1914.